# Nyamina
Nyamina is een gemeente (commune) in de regio Koulikoro in Mali. De gemeente telt 35.800 inwoners (2009).